# Antoine Français de Nantes
Pour les articles homonymes, voir Français (homonymie) et Nantes (homonymie).
Le comte Antoine Français, dit Français de Nantes (né le 17 janvier 1756 à Beaurepaire dans le Dauphiné - mort le 7 mars 1836 à Paris), est un haut fonctionnaire et homme politique français.

## Biographie
Antoine Français est le fils de Claude Français, notaire royal, et de Jeanne-Thérèse Coste-Foron. Commis chez un de ses parents directeur des douanes à Nantes, il lui succéda vers 1785. René Kerviler dit que l'élégance affectée de son langage l'avait fait surnommer « l'Anacréon de la fiscalité ».

### Mandat à la Législative
La France devient une monarchie constitutionnelle en application de la constitution du 3 septembre 1791. Officier municipal à Nantes, Antoine Français est élu député du département de la Loire-Inférieure, le septième sur huit, à l'Assemblée nationale législative.
En février 1792, il vote contre la mise en accusation de Bertrand de Molleville, le ministre de la Marine. En avril, il vote pour que les soldats du régiment de Châteauvieux soient admis aux honneurs de la séance. En juin, il est élu président de l'Assemblée. 
Français de Nantes se signala par de violentes attaques contre la Ferme générale, le pape et les prêtres. Le 6 avril 1792, il demanda que les ci-devant fermiers généraux rendissent compte de l'emploi des fonds de retraite, et, le 26, à propos de la loi contre les prêtres, s'écria : « J'ai vu dans les campagnes les lambeaux de l'hyménée ne jeter plus qu'une lueur pâle et sombre ; j'ai vu le squelette hideux de la superstition s'asseoir jusque dans la couche nuptiale, se placer entre la nature et les époux, et arrêter le plus mystérieux des penchants. » Plus loin, il tonnait contre le pape, « qui tient dans la servitude la postérité des Caton et des Scévola. » Il demanda (10 août) le partage des biens communaux.

### Convention nationale et Terreur
Antoine Français n'est pas réélu député à la Convention nationale. 
Lié aux Girondins, il quitta Paris pendant la Terreur, et se retira dans les Alpes, son pays natal, « décidé, disait-il, à y bêcher tranquillement son jardin ».
Membre des assemblées primaires de l'Isère, convoquées par l'administration départementale après le coup de force de la Commune de Paris contre les Girondins (journées du 31 mai et du 2 juin 1793), il s'exprima le 25 juin 1793. Par son éloquence et l'habileté de son discours, il convainquit les assemblées primaires de ne pas entreprendre d'actions contre la Convention et de ne pas rejoindre le mouvement fédéraliste.
Après ces événements, Antoine Français de Nantes entra au directoire du département de l'Isère le 7 nivôse an II (27 décembre 1793). Il y resta jusqu'au 1er ventôse an III (19 février 1795), date à laquelle il fut destitué pour son jacobinisme.
Il se réfugia alors dans le Queyras. Son séjour lui inspira le Manuscrit de feu M. Jérôme et le Recueil des fadaises de M. Jérôme, qu'il publia plus tard, sous la Restauration.

### Directoire
Le 23 germinal an VI (1798), il fut élu au Conseil des Cinq-Cents par le département de l'Isère. Il devint un des secrétaires du Conseil, défendit la liberté de la presse dans un discours où il appelait les journaux « les réverbères de l'ordre social », fit voter (30 prairial an VII) un décret mettant hors la loi quiconque attenterait à la sûreté du Corps législatif  (l'une des bases du coup d'État du 30 prairial an VII), et demanda l'assimilation des veuves et des enfants des patriotes du Midi aux veuves et enfants des défenseurs de la patrie.

### ConsulatetEmpire
Bien qu'hostile, avant l'exécution, au coup d'État du 18 brumaire, il s'y rallia, fut nommé, grâce à Lucien Bonaparte son ami, directeur des hôpitaux, puis, le 11 ventôse an VIII, préfet de la Charente-Inférieure, et, le 5e jour complémentaire an VIII, conseiller d'État.
Conseiller d'État en service ordinaire de l'an VIII à 1810, il est rattaché à la section de l'Intérieur en l'an IX jusqu'en 1808. Il est ensuite rattaché à la section des finances en 1809. Il est spécialement chargé de la comptabilité des communes en l'an XI et l'an XII. Il est nommé membre de l'Institut en 1807 et conseiller d'État en service ordinaire hors section de 1810 à 1814.
Membre de la Légion d'honneur le 9 vendémiaire an XII, commandant de l'ordre (25 prairial suivant), il avait été appelé, le 6 germinal an XII de la même année, à la direction générale des droits réunis (wikt:contributions indirectes), administration que le premier Consul venait de créer, et où Français de Nantes montra beaucoup d'ordre, de probité et de conciliation : il plaça dans ses bureaux nombre d'écrivains, d'artistes besogneux et de membres ruinés de l'ancienne noblesse.
L'Empereur le créa conseiller d'État à vie (1808), comte de l'Empire le 24 avril 1808, et le promut grand officier de la Légion d'honneur le 30 juin 1811.

### RestaurationetMonarchie de Juillet
La première Restauration lui enleva ses fonctions de directeur des droits réunis, et le maintint au conseil d'État. Ayant conservé ce dernier poste pendant les Cent-Jours, il fut destitué au second retour des Bourbons, et alla vivre à la campagne, où il s'occupa d'agriculture.
Le 11 septembre 1819, le collège de département de l'Isère l'élut député. Il siégea au centre gauche, parla peu, mais, surtout dans la forme, avec modération.
Non réélu en 1822, il reprit ses occupations agricoles dans ses propriétés de Seine-et-Marne, et donna sur ces questions des articles au Dictionnaire de la conversation.
Le 19 novembre 1831, le gouvernement de Louis-Philippe Ier le nomma pair de France. Il succomba, cinq ans après, à une attaque de paralysie.
Il a habité de 1827 à 1832 un hôtel particulier rue d'Antin, où il recevait notamment le général Merlin, Joseph Droz, Pierre-François Tissot, Charles-François Lebrun, Casimir Delavigne. Vers la fin de sa vie il s'occupa surtout d'agriculture.

## Œuvres
Pendant qu'il était directeur des Droits réunis, Français de Nantes recueillit dans ses bureaux beaucoup de gens de lettres que la Révolution française avait atteints. Son nom est davantage connu par les éloges que lui ont adressés les hommes de lettres qu'il a protégés et secourus que par ses œuvres personnelles, qui sont pourtant nombreuses.
On a de lui : 
- Opinion de M. Français, [...] Sur les troubles intérieurs; - A Paris de l'Imprimerie Nationale 1791. [BM de Senlis]
- Le manuscrit de feu M. Jérome, Paris : Bossange, 1825 Précisions en ligne
- Recueil de fadaises, composé sur la montagne à l'usage des habitans de la Plaine par M. Jérome, Paris, Bossange, 1826 Précisions en ligne
- Voyage dans la vallée des Originaux, par feu M. Du Coudrier, Paris, Beaudoin, 1828 Précisions en ligne
- Tableaux de la vie rurale, ou l'agriculture enseignée d'une manière dramatique (1829) ;
- Le Petit manuel des bergers, porchers, vachères et filles de basse-cour, Paris, avril 1831, in-18, 36 p.
- Voyage sur les Alpes cottiènes et maritimes ou second manuscrit de feu M. Jérome, Paris, Dupont, 1833 Précisions en ligne

## Titres
- Comte Français et de l'Empire (lettres patentes du 24 avril 1808, Bayonne).
- Pair de France (19 novembre 1831).

## Distinctions
- Légion d'honneur[7] :
  - Légionnaire (9 vendémiaire an XII : 2 octobre 1803), puis,
  - Commandant (25 prairial an XII : 14 juin 1804), puis,
  - Grand officier de la Légion d'honneur (30 juin 1811) ;
- Commandeur de l'Ordre de la Réunion (1813).

## Armoiries
| Figure | Blasonnement |
| ------ | --- |
|        | Armes du comte Français et de l'Empire Franc-quartier de conseiller d'État, de gueules, chargé de trois besans d'argent. - Livrées : rouge, brun, jaune et blanc. |
|        | Armes du comte Français de Nantes, pair de France De gueules chargé de trois besans d'argent posés deux et un.                                                    |